# Jerzy Skalski
Jerzy Skalski (ur. 7 kwietnia 1925 w Grodnie, zm. 18 lutego 2010 w Otwocku) – polski dowódca wojskowy, generał broni Wojska Polskiego, dowódca Warszawskiego Okręgu Wojskowego (1983–1987), sekretarz Komitetu Obrony Kraju (1987–1990), wiceminister obrony narodowej (1989–1990), poseł na Sejm PRL IX kadencji.

## Życiorys
Syn Janusza, oficera WP, uczestnika bitwy pod Monte Cassino, który po wojnie pozostał w Anglii i Petroneli z Sienkiewiczów. Przed wybuchem wojny ukończył 6 klas szkoły powszechnej oraz 2 klasy Gimnazjum Ogólnokształcącego w Grodnie. Po zajęciu miasta przez Armię Czerwoną w 1939 uczył się w radzieckiej szkole 10-letniej i od 1941 pracował jako kominiarz. Od kwietnia 1942 był żołnierzem Armii Krajowej ps. „Wilk” i łącznikiem-zwiadowcą w oddziale „Bąka”. W lipcu 1944 wcielony jako szeregowiec-strzelec do 122 Zapasowego Pułku Piechoty Armii Czerwonej w Kostromie. We wrześniu 1944 na własną prośbę przeniesiony do ludowego Wojska Polskiego, gdzie służył jako pisarz-tłumacz w sztabie artylerii 8 Dywizji Piechoty 2 Armii Wojska Polskiego. Po ukończeniu w styczniu 1945 Oficerskiej Szkoły Artylerii 2 Armii WP promowany został do stopnia podporucznika w korpusie oficerów artylerii. Po promocji służył jako dowódca plutonu armat przeciwpancernych 28 Pułku Piechoty 9 Dywizji Piechoty. Brał udział w walkach podczas operacji berlińskiej, 17 kwietnia 1945 został dwukrotnie ciężko ranny w nogę. Przebywał na leczeniu w szpitalach w Poznaniu i Siedlcach.
Po wojnie kontynuował służbę wojskową. Skierowany został do Oficerskiej Szkoły Artylerii w Toruniu na kurs dowódców baterii, który ukończył w listopadzie 1945 z II lokatą. Po kursie został dowódcą baterii w 17 samodzielnym dywizjonie artylerii przeciwlotniczej w Siedlcach (w strukturach 14 Dywizji Piechoty). W marcu 1946 został dowódcą dywizjonu w 36 Pułku Artylerii Lekkiej. Od kwietnia do lipca 1947 przebywał na kursie lektorów w Wyższej Szkole Oficerów Polityczno-Wychowawczych. Następnie został wyznaczony na zastępcę dowódcy 17 Samodzielnego Dywizjonu Artylerii Przeciwlotniczej do spraw polityczno-wychowawczych, a od sierpnia 1947 na wykładowcę w 45 Pułku Piechoty w Siedlcach. Od kwietnia 1948 był zastępcą dowódcy tego pułku do spraw polityczno-wychowawczych, a w lutym 1949 został wykładowcą wydziału polityczno-wychowawczego 2 Dywizji Piechoty w Kielcach. Pod koniec 1949 powrócił do 14 Dywizji Piechoty na stanowisko pomocnika szefa sztabu artylerii dywizyjnej. W 1953, ze względu na pobyt ojca w Wielkiej Brytanii, został usunięty ze służby w aparacie politycznym wojska. W czerwcu 1953 był zastępcą szefa, a od października 1956 szefem sztabu artylerii 3 Dywizji Piechoty im. Romualda Traugutta w Lublinie. W latach 1959–1960 był dowódcą 1 Pułku Artylerii Haubic w Bartoszycach, skąd skierowano go na studia w Wojskowej Akademii Sztabu Generalnego Sił Zbrojnych ZSRR im. Woroszyłowa w Moskwie, którą ukończył w 1962 ze złotym medalem. W latach 1962–1965 był szefem sztabu Artylerii Warszawskiego Okręgu Wojskowego, a od 1965 szefem sztabu Wojsk Rakietowych i Artylerii tego okręgu. W 1966 ukończył Wyższy Specjalistyczny Akademicki Kurs Artylerii przy Wojskowej Akademii Technicznej w Warszawie. W maju 1967 został szefem Wojsk Rakietowych i Artylerii Warszawskiego Okręgu Wojskowego i na tym stanowisku awansował w październiku 1969 do stopnia generała brygady. Nominację wręczył mu 10 października 1969 w Belwederze przewodniczący Rady Państwa PRL marszałek Polski Marian Spychalski. We wrześniu 1970 wyznaczono go na stanowisko zastępcy szefa Wojsk Rakietowych i Artylerii MON (gen. dyw. Ignacego Szczęsnowicza), a w kwietniu 1972 został zastępcą szefa Sztabu Generalnego Wojska Polskiego ds. operacyjnych. W październiku 1975 awansowany do stopnia generała dywizji. Nominację odebrał w Belwederze z rąk I sekretarza Komitetu Centralnego PZPR Edwarda Gierka. W 1969 oraz w 1976 ukończył Kursy Operacyjno-Strategiczne w Wojskowej Akademii Sztabu Generalnego Sił Zbrojnych ZSRR im. K.J. Woroszyłowa w Moskwie. W 1977 ukończył Wieczorowy Uniwersytet Marksizmu-Leninizmu dla kierowniczej kadry Instytucji Centralnych MON i akademii wojskowych.
Od marca 1983 do października 1987 był dowódcą Warszawskiego Okręgu Wojskowego. Na tym stanowisku 3 października 1986 awansowany uchwałą Rady Państwa na generała broni. Nominację wręczył mu 10 października 1986 w Belwederze przewodniczący Rady Państwa PRL gen. armii Wojciech Jaruzelski.
W lipcu 1984 był członkiem Społecznego Komitetu Obchodów 40-lecia Polski Ludowej w Warszawie. W 1985 uzyskał mandat posła na Sejm PRL IX kadencji, z okręgu Warszawa Praga-Północ z ramienia Polskiej Zjednoczonej Partii Robotniczej. Zasiadał w Komisji Transportu, Żeglugi i Łączności. Delegat na X Zjazd PZPR (1986). Członek Rady Naczelnej ZBoWiD. W latach 1986–1988 członek Społecznego Komitetu Odnowy Starego Miasta Zamościa.
W latach 1987–1990 był Głównym Inspektorem Obrony Terytorialnej, szefem Obrony Cywilnej Kraju i sekretarzem Komitetu Obrony Kraju. Od lipca 1989 był również wiceministrem obrony narodowej. We wrześniu 1990 odwołany ze stanowiska, przebywał w dyspozycji Ministra Obrony Narodowej. W maju 1991, w związku z osiągnięciem wieku emerytalnego, został przeniesiony w stan spoczynku.
Pochowany na cmentarzu Powązki Wojskowe w Warszawie (kwatera FII-10-12).

## Życie prywatne
Od 1947 żonaty z Bogusławą z domu Buczyńską (1925–2010). Miał córkę.

## Wykształcenie wojskowe
- Oficerska Szkoła Artylerii 2 Armii Wojska Polskiego (1944–1945)
- Wojskowa Akademia Sztabu Generalnego Sił Zbrojnych ZSRR im. K.J. Woroszyłowa (1960–1962)
- Wojskowa Akademia Sztabu Generalnego Sił Zbrojnych ZSRR im. K.J. Woroszyłowa (Kursy Operacyjno-Strategiczne w 1969 i 1977)
- Wieczorowy Uniwersytet Marksizmu-Leninizmu dla kierowniczej kadry Instytucji Centralnych MON i akademii wojskowych[3]

## Awanse
W trakcie wieloletniej służby w ludowym Wojsku Polskim otrzymywał awanse na kolejne stopnie wojskowe:
- podporucznik – 1945
- porucznik – 1946
- kapitan – 1947
- major – 1952
- podpułkownik – 1956
- pułkownik – 1962
- generał brygady – 1969
- generał dywizji – 1975
- generał broni – 1986

## Odznaczenia i wyróżnienia
- Krzyż Srebrny Orderu Virtuti Militari (4 maja 1970)
- Krzyż Komandorski z Gwiazdą Orderu Odrodzenia Polski (1988)
- Krzyż Kawalerski Orderu Odrodzenia Polski
- Order Sztandaru Pracy I klasy (3 września 1980)
- Order Sztandaru Pracy II klasy (1973)[9]
- Krzyż Partyzancki
- Srebrny Krzyż Zasługi
- Medal za Długoletnie Pożycie Małżeńskie (19 września 1997)[10]
- Medal „Za udział w walkach w obronie władzy ludowej”
- Medal 10-lecia Polski Ludowej
- Medal 30-lecia Polski Ludowej
- Medal 40-lecia Polski Ludowej
- Medal Zwycięstwa i Wolności 1945
- Złoty Medal „Siły Zbrojne w Służbie Ojczyzny”
- Srebrny Medal „Siły Zbrojne w Służbie Ojczyzny”
- Brązowy Medal „Siły Zbrojne w Służbie Ojczyzny”
- Medal „Za udział w walkach o Berlin”
- Złoty Medal „Za zasługi dla obronności kraju”
- Srebrny Medal „Za Zasługi dla Obronności Kraju”
- Brązowy Medal „Za Zasługi dla Obronności Kraju”
- Srebrna Odznaka „Za zasługi w ochronie porządku publicznego” (22 lipca 1978)
- Złota Odznaka „Za Zasługi dla Obrony Cywilnej”
- Medal Komisji Edukacji Narodowej (28 kwietnia 1977)
- Złoty Medal „Za zasługi dla Ligi Obrony Kraju” (7 lutego 1983)
- Odznaka „Zasłużony Pracownik Rolnictwa” (13 października 1977)
- Złota Odznaka „Zasłużony Pracownik Łączności” (18 października 1976)
- Złota Odznaka „Za zasługi dla transportu Polskiej Rzeczypospolitej Ludowej” (17 stycznia 1980)
- Krzyż „Za Zasługi dla ZHP” (8 lipca 1986)
- Odznaka „Za Zasługi dla Związku Socjalistycznej Młodzieży Polskiej” (23 kwietnia 1986)
- Złoty Medal „Opiekun Miejsc Pamięci Narodowej” (5 listopada 1984)
- Odznaka Honorowa Polskiego Czerwonego Krzyża I stopnia (12 kwietnia 1984)
- Odznaka Kościuszkowska (1968)
- Odznaka Grunwaldzka
- Odznaka „Za zasługi dla Związku byłych Żołnierzy Zawodowych”
- Medal im. Ludwika Waryńskiego (1988)[11]
- Honorowa Odznaka 30-lecia PPR (5 stycznia 1972)[12]
- Złota odznaka honorowa „Za Zasługi dla Warszawy” (12 lipca 1982)
- Odznaka „Za zasługi dla województwa chełmskiego” (19 września 1983)
- Odznaka „Za zasługi dla województwa ostrołęckiego” (1984)[13]
- Odznaka „Za zasługi dla województwa tarnobrzeskiego” (1986)[14]
- Medal „Za zasługi dla Pomorskiego Okręgu Wojskowego” (11 maja 1985)
- Medal „Za długoletnią, ofiarną służbę” (nadany przez ministra obrony narodowej, 1991)
- Honorowy Medal za Zasługi dla Drezdeńskiej Dywizji Zmechanizowanej (16 marca 1988)
- Medal jubileuszowy 70-lecia Akademii Górniczo-Hutniczej im. Stanisława Staszica w Krakowie (1989)
- Pierścień honorowy Dowódcy Warszawskiego Okręgu Wojskowego (12 grudnia 1991)
- Medal pamiątkowy „Za zasługi dla Warszawskiego Okręgu Wojskowego” (7 listopada 1970)
- Medal Sztabu Generalnego WP „Amor Patriae Suprema Lex” (1977)[15]
- Medal pamiątkowy Wyższej Szkoły Oficerskiej Wojsk Łączności im. płk. Bolesława Kowalskiego
- Order Czerwonego Sztandaru (ČSSR, 1970)[16]
- Order Czerwonej Gwiazdy (ČSSR)
- Medal „40 lat Wyzwolenia Czechosłowacji przez Armię Radziecką” (ČSSR, 1985)
- Medal „Za Umacnianie Przyjaźni Sił Zbrojnych” I stopnia (ČSSR, 1980)
- Medal „Za Umacnianie Przyjaźni Sił Zbrojnych” I stopnia (ČSSR, 1985)
- Order Wojny Ojczyźnianej I stopnia (ZSRR, 1987)[17]
- Order Czerwonej Gwiazdy (ZSRR)
- Medal „Za umacnianie braterstwa broni” (ZSRR)
- Medal jubileuszowy „Dwudziestolecia zwycięstwa w Wielkiej Wojnie Ojczyźnianej 1941–1945” (ZSRR, 1965)
- Medal jubileuszowy „Trzydziestolecia zwycięstwa w Wielkiej Wojnie Ojczyźnianej 1941–1945” (ZSRR)
- Medal jubileuszowy „Czterdziestolecia zwycięstwa w Wielkiej Wojnie Ojczyźnianej 1941–1945” (ZSRR)
- Medal jubileuszowy „60 lat Sił Zbrojnych ZSRR” (ZSRR, 1978)
- Medal jubileuszowy „70 lat Sił Zbrojnych ZSRR” (ZSRR, 1988)[18]
- Medal „30-lecia Rewolucyjnych Sił Zbrojnych Kuby” (Kuba, 1987)
- wiele innych odznaczeń państwowych, resortowych, regionalnych, organizacyjnych i zagranicznych